# Східноафриканські прибережні ліси

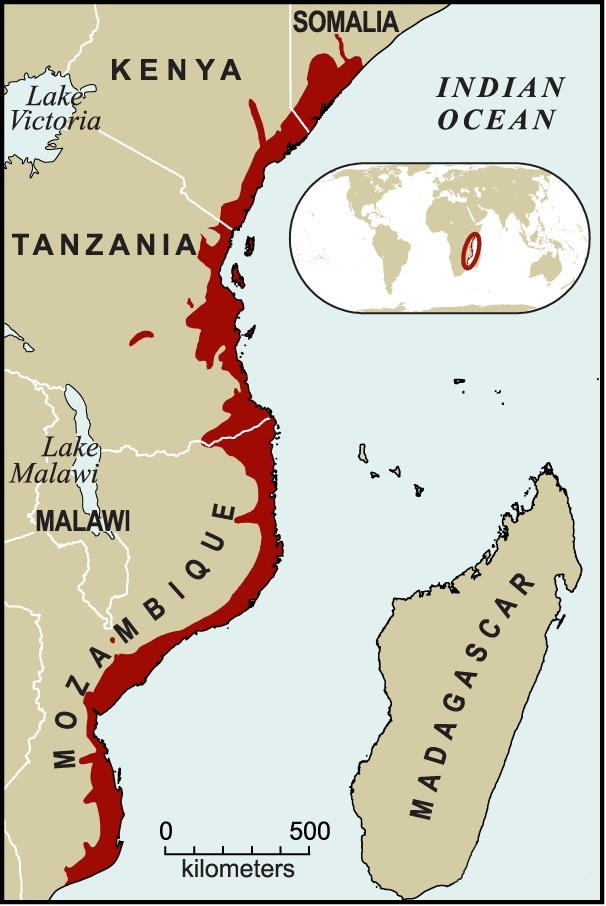
Східноафриканські прибережні ліси

Східноафриканські прибережні ліси або Занзібарсько-Іньямбанські прибережні ліси — регіон вологих тропічних лісів, що простягається уздовж східного узбережжя Африки. Міжнародне товариство збереження природи визнає цей регіон гарячою точкою біорізноманіття.

## Географія
Східноафриканські прибережні ліси простягаються вузькою смугою вздовж узбережжя Індійського океану, від південного Сомалі на півночі, через прибережні райони Кенії та Танзанії до гирла річки Лімпопо на півдні Мозамбіку. Ширина цієї смуги становить від 50 до 200 км, а подекуди ліси простягаються далі вглиб суходолу по долинам річок. На заході вони обмежені більш сухими луками та саванами. Осередки прибережних лісів зустрічаються також на навітряних східних схилах гір далі вглиб континенту, зокрема в горах Східної дуги в Танзанії та Кенії та на схилах деяких інзельбергів на півночі Мозамбіку, де опадів випадає більше, ніж на прилеглих низовинах.
Всесвітній фонд дикої природи ділить прибережні ліси на два екорегіони: прибережні ліси та рідколісся Північного Суахілі, які простягаються від південного Сомалі через прибережні райони Кенії до південно-східної Танзанії та включають острови Занзібарського архіпелагу, та прибережні ліси та рідколісся Південного Суахілі, які простягаються від південно-східної Танзанії вздовж узбережжя Мозамбіку до гирла Лімпопо.

## Клімат
Середньорічна кількість опадів на більшій частині регіону коливається від 800 до 1300 мм. Існує чітко вражений сухий сезон. Загалом сезонність опадів у прибережних районах Східної Африки є подібною до тієї, що спостерігається в саванах у внутрішніх районах континенту, однак опадів під час вологого сезону тут випадає більше. У деяких місцевостях, зокрема на островах Унгуджа і Пемба, а також на східних схилах гір Східної Усамбари, опадів випадає ще більше, що дозволяє підтримувати дощові ліси.

## Флора
Раніше на більшій частині регіону переважали ліси. однак більшість первинних лісів були замінені на вторинні лісисті луки та на сільськогосподарські угіддя і деревні насадження. Френк Вайт (1983) визначив десять характерних рослинних угруповань:
- Зазібарсько-іньямбанські дощові ліси зустрічається переважно в Танзанії, на навітряних (східних) схилах гір Улугуру, Улугуру, Нгуру[en], а також в районах Уланга[en] та Іринга. Дерева утворюють зімкнутий вічнозелений намет на висоті до 20 м над землею, а самі виростають до 40 м заввишки. Наразі від цих лісів залишилися лише невеликі розрізнені ділянки[1].
- Перехідні дощові ліси ростуть на середніх висотах (на висоті понад 800 м над рівнем моря) в Усамбарі та в інших прилеглих горах. Ці ліси є перехідними між рівнинними та гірськими лісами, і включають суміш низинних та афрогірських видів, а також багато ендеміків. Ліс Амані[en] в горах Усамбара є найбільш незайманим залишком лісів цього типу[1].
- Зазібарсько-іньямбанські недиференційовані ліси різняться за структурою та видовим складом залежно від кількості опадів і ґрунтів. У більш зволожених місцях дерева формують намет на висоті 15-20 м над землею, а самі виростають до 30-35 м заввишки. Багато дерев у цих лісах є вічнозеленими, тоді як інші ненадовго скидають листя під час сухого сезону[1].
- Зазібарсько-іньямбанські чагарникові ліси зустрічаються в Сомалі та Кенії, у смузі між прибережними лісами та більш сухими чагарниковими заростями, що переважають у внутрішніх районах континенту. Чагарникові ліси також зустрічаються в прибережних районах Кенії та Танзанії, часто на коралових вапняках[en][1][3].
- Заболочені ліси ростуть на обмежених ділянках у прибережних низовинах, де вони часто відділені від океану мангровими заростями, а також поширені уздовж нижньої течії річок. Основу цих лісів складають китицецвіті баррингтонії[en] (Barringtonia racemosa). У заболочених лісах, що ростуть у низинних районах острова Пемба, переважають пальми рафії (Raphia spp.)[1].
- Зазібарсько-іньямбанські перехідні ліси
- Зазібарсько-іньямбанські рідколісся та чагарникові ліси
- Зазібарсько-іньямбанські вічнозелені та напіввічнозелені чагарники та хащі
- Зазібарсько-іньямбанські едафічні луки
- Зазібарсько-іньямбанські вторинні та лісисті луки

За оцінкою Вайта (1983), близько 3000 видів рослин є рідними для регіону, з яких кілька сотень є ендемічними. Зі 192 місцевих лісових дерев, зареєстрованих Вайтом, 90 видів, або майже половина, є ендемічними.

## Галерея

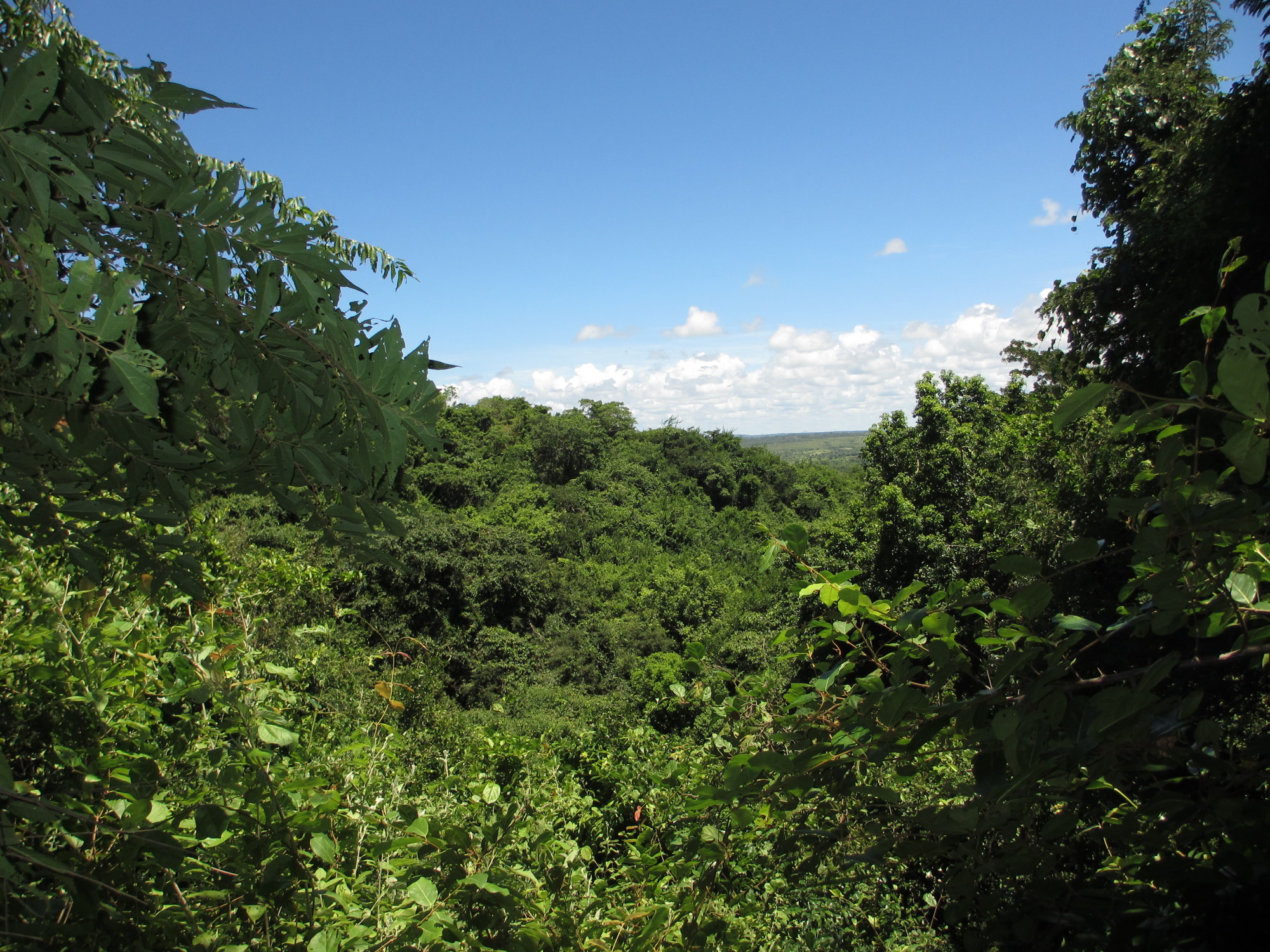
Поросла лісом долина в околицях Пемби (Мозамбік)
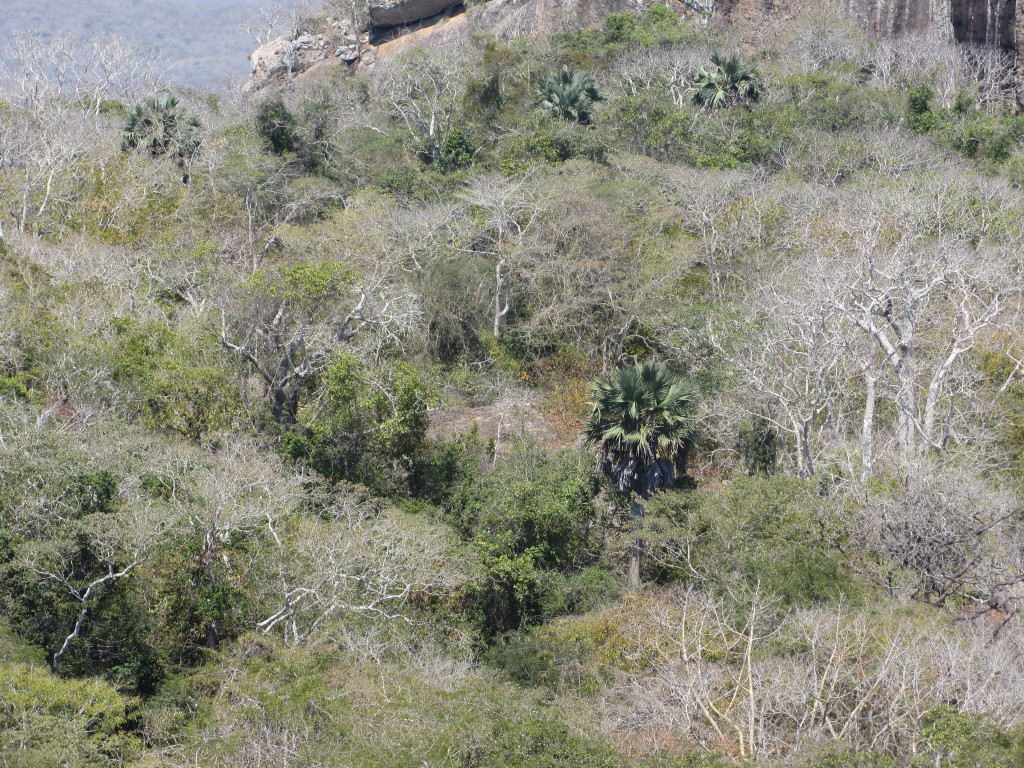
Листяний ліс на схилах інзельбергу Йолоко неподалік Пемби (Мозамбік)
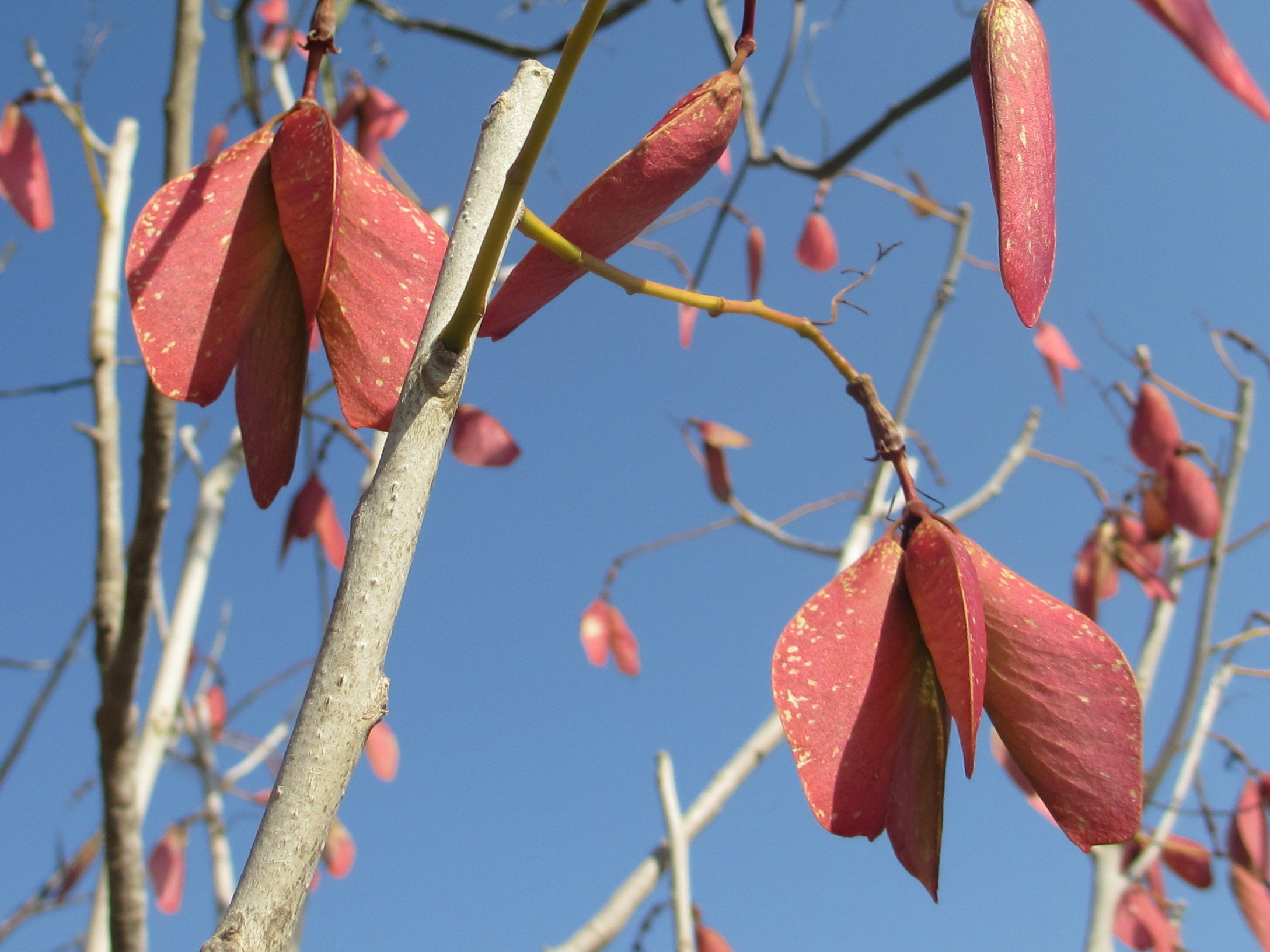
Hildegardia migeodii[en], Malvaceae, рідкісний ендемік східноафриканських прибережних лісів